# 情報科学
情報科学（じょうほうかがく、英語: computer and information science, computer science, informatics）とは「計算機による情報処理に関連する科学技術の一分野」を指す言葉であり、「計算機科学」や「情報工学」ともいう。または、情報科学（英: information science）は「情報の機能，構造，転送及び情報システムの管理に関する研究」を指す。

## 「情報工学」の類義語として
語感としては、情報工学が情報分野についての工学であるのに対し、情報科学は情報分野についての科学である。「情報工学」という語では「工学」的な分野に重心があるのに対し、「情報科学」ではもっぱらおおまかに「科学」という語が指す範囲となる。しかし実態としては、大学の工学部などで他の学科が「〜工学部」という名前であるから工学部のほうは「情報工学科」で、理学部のほうは「情報科学科」となっている、といった程度の使い分けということが多い（また、その教育内容としては、基本的にはどちらも同じように情報処理学会などの標準的カリキュラムに準拠しており、あるいは個々の所属教官の専攻内容に依るのであって、「工学」と「科学」の違いといったようなものはそれらの学科の間に基本的には存在しない）。

## Information Scienceの訳語として
欧米の「information science」の訳語としての使用である。日本語では情報学とされることも多いようである。この周辺の語では、諸言語間で混乱が起きている。米国の図書館学（図書館情報学も参照）の研究者らが、日本では「情報学」と呼んでいる分野を指して"information science"と呼び始めたため、コンピュータ・サイエンス側では、日本では「情報科学」と呼んでいる分野を"informatics"（インフォマティクスを参照）と呼ぶようになった、というねじれがある。